# Antonio Dal Zotto

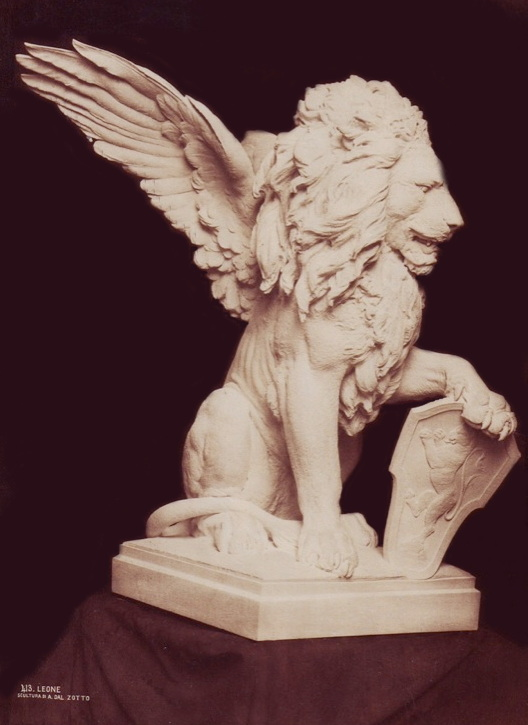
Leone. Opera di Antonio Del Zotto.

Antonio Dal Zotto (Venezia, 7 maggio 1841 – Venezia, 19 febbraio 1918) è stato uno scultore italiano.

## Biografia
Nato da una famiglia di origine carnica, apprese i primi rudimenti dell'arte dal padre marmista. Una statua raffigurante Galileo gli valse l'esonero dal servizio militare tra i ranghi dell'esercito d'Austria. Frequentò l'Accademia di Belle Arti di Venezia e fu allievo di Michelangelo Grigoletti, Luigi Ferrari e Luigi Borro. Nel 1870 divenne professore di modello e anatomia alla Scuola Superiore d'Arte applicata all'Industria e nel 1879 passa all'Accademia dove insegnerà sino alla morte; dal 1895 al 1912 ne fu pure direttore.
Nel 1889 sposa Ida Lessiak, vedova di Carlo Naya, venendo quindi in possesso del celebre studio che questa aveva ereditato dal primo marito. Nel 1893, alla morte della Lessiak, venne da questa indicato come unico erede della ditta fotografica, della cui direzione incaricò Antonio Boschetto. La ditta avrebbe chiuso definitivamente con la morte dello stesso Dal Zotto, e l'archivio venne in seguito rilevato dalla casa editrice Ferdinando Ongania. Le sue statue, di stampo verista, riguardano soprattutto l'ambito celebrativo e sepolcrale.
Tra i suoi lavori, spiccano il monumento a Carlo Goldoni (1883) in campo San Bartolomeo a Venezia, considerato la sua migliore opera; il monumento al doge Sebastiano Venier realizzato nella basilica dei Santi Giovanni e Paolo a Venezia, nel 1907; nel 1880 completò un busto in onore di re Vittorio Emanuele II, nella città di Este; nel 1899 venne scoperta la grande statua in bronzo raffigurante Vittorio Emanuele II in divisa da alto ufficiale dei Carabinieri che orna la grande sala all'ingresso della Torre monumentale di San Martino della Battaglia.

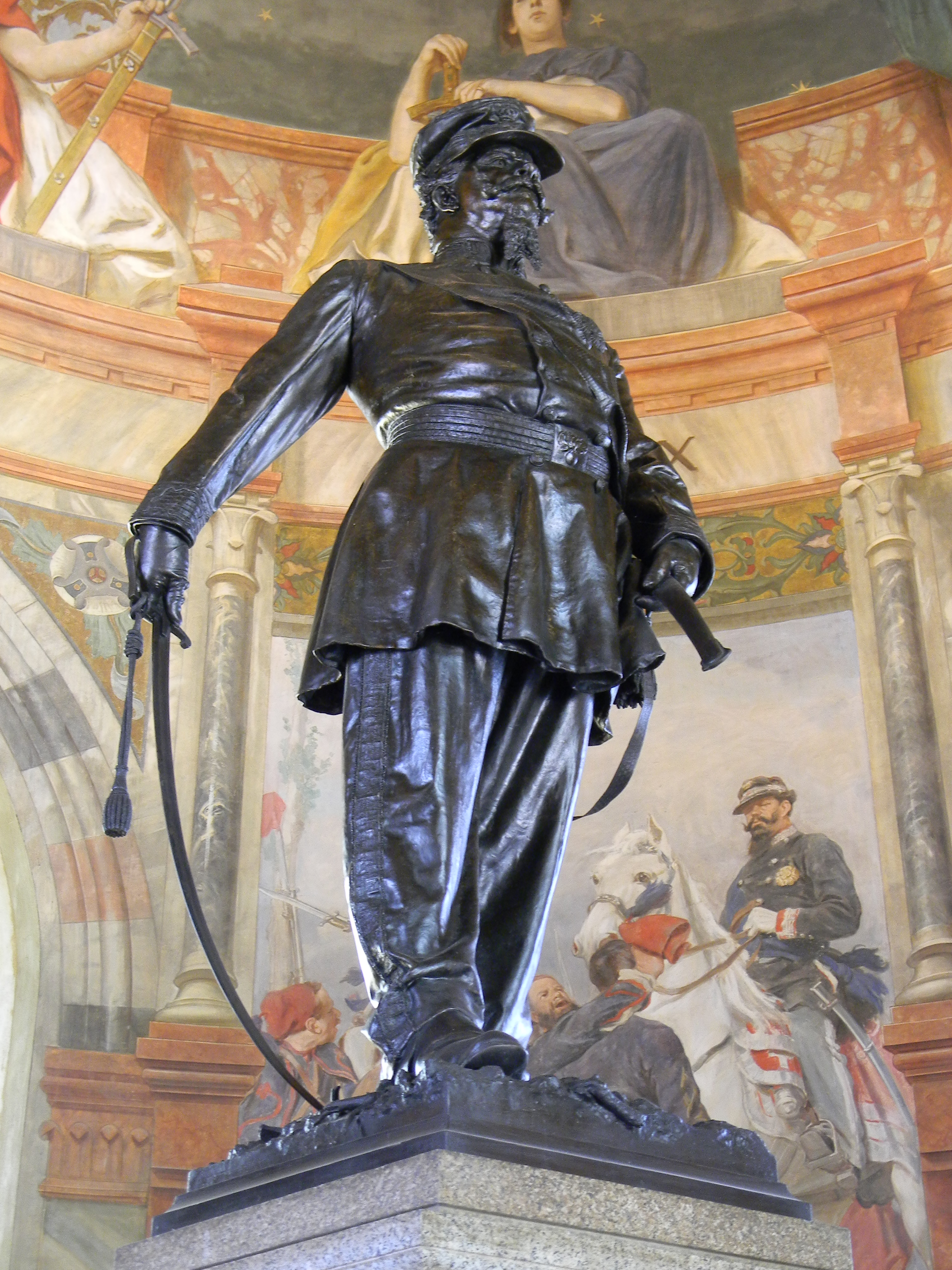
Monumento a Vittorio Emanuele II, presente all'interno della torre monumentale di San Martino della Battaglia

A Pieve di Cadore venne eretto nel 1880 il monumento dedicato a Tiziano. A Pirano venne eretto nel 1896 un monumento di Dal Zotto dedicato al musicista Giuseppe Tartini nella piazza omonima. Realizzò busti bronzei per Francesco Avesani, Alvise Querini e per il generale Giuseppe Sirtori. A Bonn, nel vecchio cimitero, venne eretta una statua marmorea di Dal Zotto rappresentante la melanconia sulla tomba della pianista e compositrice russa Ella von Schultz-Adaïewsky.
Morì a Venezia e fu sepolto nel cimitero di San Michele.

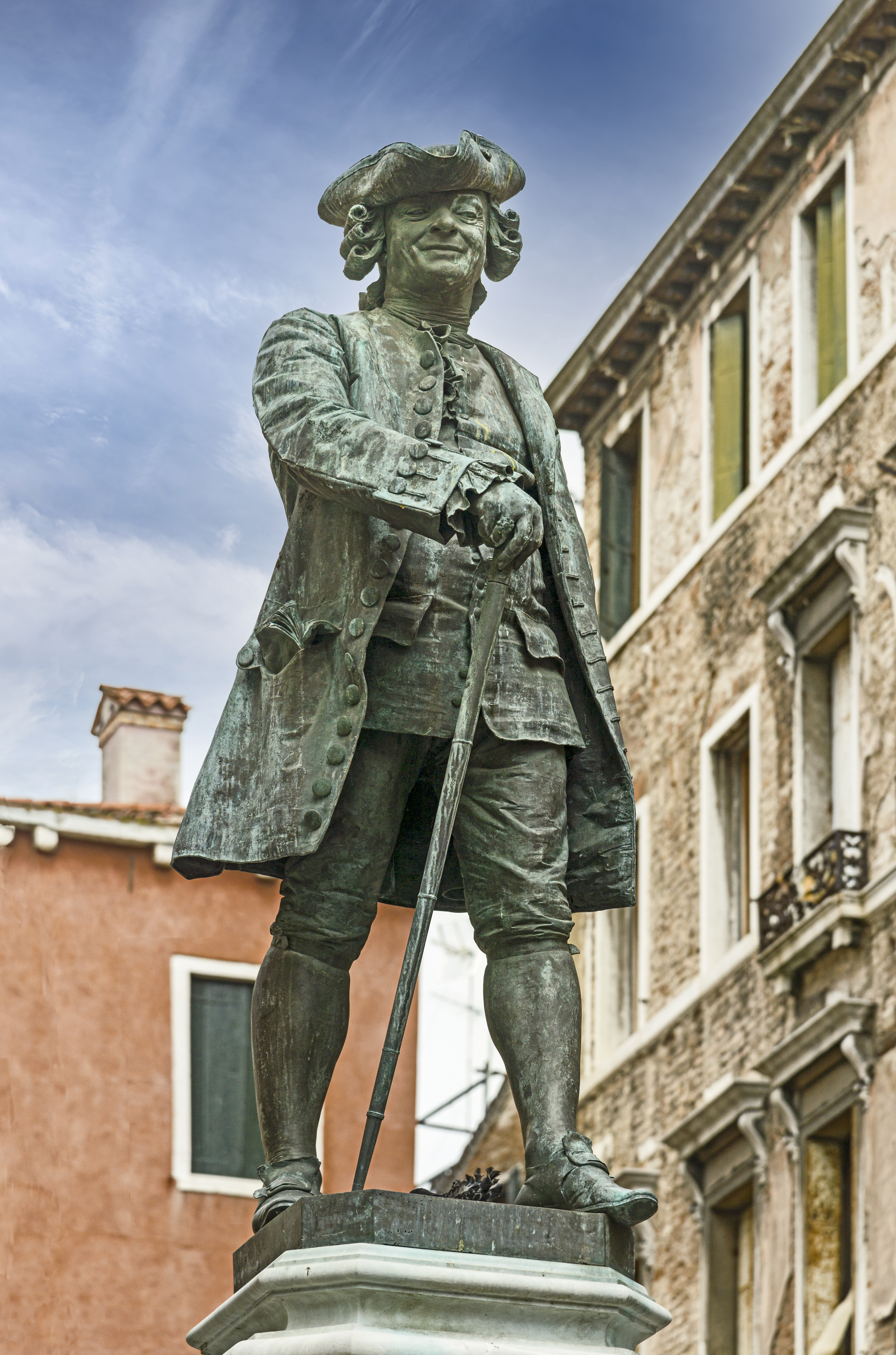
Monumento a Carlo Goldoni (1883)